# Barabás Béla (fizikus)
Barabás Béla (Gödemesterháza, 1911. október 24. – ?) magyar fizikus, kémikus és pedagógus.

## Életútja
Középiskolát a marosvásárhelyi református kollégiumban végzett, a kolozsvári Ferdinand-egyetemen 1935-ben fizika-kémia szakból szerzett középiskolai tanári oklevelet. Előbb Marosvásárhelyen középiskolai tanár, majd ugyanott 1951-től az OGYI fizika-kémia tanszékén adott elő. 1973-ban nyugalomba vonult.
Részt vett a Pharmacopea Română VIII. kiadásának szerkesztésében. Balogh Lászlóval közösen írt tanulmányait az Orvosi Szemle 1956/1. (A lecitin spontán oxidációja és hemolitikus hatása közötti összefüggésről) és a Studii şi Cercetări de Chimie 1957/3. száma (Aplicarea gazului metan dezoxigenat la determinarea potenţialului de oxireducere a solulilor de lecitină) közölte. Önálló tanulmánya a Gyógyszerészeti Értesítő 1957/3. számában jelent meg (A redoxpotenciál és az rH jelentősége, különös tekintettel az orvosi és gyógyszerészeti gyakorlatra). A lipidek fiziko-kémiai tulajdonságait elemezve elsőként igazolta, hogy azok reverzibilis rendszert alkotnak és jelenlétüknek a sejthártyákban fontos szerepe van a sejtoxigén felvételében. Tanulmányozta a hazai természetes vizek radioaktív hatását gyógyászati alkalmazásuk végett.